# Toni Huppertz
Toni Huppertz, gebürtig Anton Johann Huppertz, (* 5. November 1900 in Saargemünd; † Ende April 1945 in Marostica in Italien) war ein deutscher Drehbuchautor und Regisseur.

## Leben

### Die frühen Jahre
Der Sohn eines Lothringer Buchhalters und Prokuristen diente in der Endphase des Ersten Weltkriegs als Freiwilliger in der kaiserlichen Marine, bei der II. Torpedo-Division Wilhelmshaven. Daraufhin wurde er von der Franzosen aus dem nunmehr von Frankreich annektierten Lothringen im März 1919 ausgewiesen. Huppertz kehrte noch im selben Jahr nach Wilhelmshaven zurück und meldete sich für ein halbes Jahr beim Minenräumkommando, im Anschluss daran verdingte er sich als Rudergänger auf einem Fischkutter.
Die nächste Tätigkeit führte Huppertz zur Hamburg-Amerika-Linie, später arbeitete er als Ladungsexpedient. In Köln eingetroffen, besuchte er drei Semester lang die Handelshochschule, ehe er eine Anstellung als Administrator bei der Niederländischen Dampfschiffreederei Rotterdam-Köln fand.
Nach seinem Engagement zu Beginn des sogenannten Ruhrkampfs ging Huppertz 1923 nach Budapest und Wien, wo er erste Filmkontakte als Schauspieler knüpfte. Ebenfalls in der österreichischen Hauptstadt ließ man Huppertz erstmals als Hilfsregisseur beim Film (für die US-Gesellschaft Famous Players Lasky) arbeiten, im Anschluss daran trat der Nachwuchsmime als Tänzer und Schauspieler bei der Revue Wien gibt acht auf.
Schließlich kehrte Huppertz nach Köln zurück und fand für ein halbes Jahr Beschäftigung als Geschäftsführer des dortigen Metropol-Lustspieltheaters. Schließlich übersiedelte er nach Berlin, um sich an der Max-Reinhardt-Schule zum Regisseur ausbilden zu lassen. Am Deutschen Theater Berlin inszenierte er u. a. Hermann Roßmanns Flieger.

### Regelmäßige Arbeit beim Film
Mit der Machtübernahme durch die Nationalsozialisten wechselte Huppertz endgültig zum Film, zunächst in der Funktion eines Regieassistenten (z. B. 1933 bei Des jungen Dessauers große Liebe und im Jahr darauf bei Hans Steinhoffs deutschnationalem Werk Der alte und der junge König).
Nach einem Zwischenspiel als stellvertretender Produktionschef der Syndikat-Film erhielt Huppertz 1935 seinen ersten Filmregieauftrag. Doch schon bald bekam Huppertz keine Gelegenheit mehr, Filme zu inszenieren, und musste auf die Arbeit als Drehbuchautor ausweichen. Mehrfach verfasste er die Vorlagen zu NS-Propagandafilmen (Mein Leben für Irland, Kopf hoch, Johannes!, Die Affäre Roedern, Kamerad Hedwig). Zu einigen Filmen lieferte er lediglich die Idee (so 1937 zu Gauner im Frack und Kameraden auf See) bzw. die Manuskriptvorlage (1942 zu Das große Spiel).
Neben seiner filmischen Tätigkeit arbeitete er bis kurz vor Kriegsende 1945 für den Rüdiger-Verlag. Anton Johann Huppertz verstarb unter ungeklärten Umständen in den letzten Kriegstagen, zwischen dem 28. April und dem 1. Mai 1945, in der italienischen Provinz Vicenza, möglicherweise durch Kriegseinwirkung.

## Filmografie (als Drehbuchautor)
- 1923: Der junge Medardus (nur Schauspieler)
- 1923: Pflicht und Ehre (nur Schauspieler)
- 1936: Soldaten – Kameraden (auch Regie)
- 1937: Das Ehesanatorium (nur Regie)
- 1939: Grenzfeuer
- 1939: Der Briefträger (Kurzfilm, auch Regie)
- 1940: Herz geht vor Anker
- 1940: Kopf hoch, Johannes!
- 1940: Mein Leben für Irland
- 1942: Das große Spiel
- 1943: Das schwarze Schaf
- 1944: Die Affäre Roedern
- 1944/49: Wie sagen wir es unseren Kindern?
- 1945: Kamerad Hedwig (unvollendet)